# 1999
1999（千九百九十九、一九九九、せんきゅうひゃくきゅうじゅうきゅう）は、自然数また整数において、1998の次で2000の前の数である。

## 性質
- 1999は303番目の素数である。1つ前は1997、次は2003。
  - 約数の和は2000。
- 1997と1999は61番目の双子素数である。1つ前は (1949, 1951) 、次は (2027, 2029) 。
- 下3桁が999の最小の素数である。次は2999。(オンライン整数列大辞典の数列 A230202)
  - 末尾の2桁が99の7番目の素数である。1つ前は1699、次は2099。(オンライン整数列大辞典の数列 A095995)
- 数の中に3桁のゾロ目をもつ27番目の数である。1つ前は1888、次は2000。(オンライン整数列大辞典の数列 A033284)
- 1/1999 は循環節の長さ999の循環小数である。
  - 逆数が循環小数になる数で循環節が999になる最小の数である。次は3998。
- 1 と 9 を使った7番目の素数である。1つ前は991、次は9199。(オンライン整数列大辞典の数列 A020457)
  - a = 1 、b = 9 のときの ab…b の形で表せる42番目の素数である。1つ前は1777、次は2111。(オンライン整数列大辞典の数列 A061022)
  - 19…9 の形の3番目の素数である。1つ前は199、次は199999。(オンライン整数列大辞典の数列 A055558)
- 各位の平方和が244になる最小の数である。次は9199。(オンライン整数列大辞典の数列 A003132)
  - 各位の平方和が n になる最小の数である。1つ前の243は999、次の245は6889。(オンライン整数列大辞典の数列 A055016)
- 桁の調和平均が3になる15番目の数である。1つ前は632、次は2266。(オンライン整数列大辞典の数列 A062181)
例．4/1/1 + 1/9 + 1/9 + 1/9 = 3
- 各位の和が28になる最小の数である。次は2899。
  - 各位の和が n になる最小の数である。1つ前の27は999、次の29は2999。(オンライン整数列大辞典の数列 A051885)
  - 各位の和が28になる数で素数になる最小の数である。次は3889。(オンライン整数列大辞典の数列 A048517)
  - 各位の和が完全数になる50番目の数である。1つ前は1500、次は2004。（オンライン整数列大辞典の数列 A217747）
    - 各位の和が完全数になる数で素数になる最小の数である。次は3889。
    - 各位の和が完全数になる数で各位の和が6以外となる最小の数である。

  - 各位の和が三角数になる400番目の数である。1つ前は1992、次は2001。(オンライン整数列大辞典の数列 A187744)

## その他 1999 に関連すること
- 西暦1999年
- 『スペース1999』は、イギリスのSF特撮テレビドラマシリーズ。
- 『1999』は、プリンスが1982年に発表したアルバム。
- 『1999』は、SIAM SHADEが1999年に発売したシングル。
- 『1999』は、SOPHIAが2000年に発売したライブ・アルバム。
- 『1999』は、羊文学が2018年に発売したシングル。
- 『1999 〜ほれ、みたことか!世紀末〜』はココナッツジャパンエンターテイメントが1992年に発売したファミリーコンピュータ用ゲームソフト。
- 『1999 SECRET OBJECT』は聖飢魔IIが1987年に発布（発表）した小教典（シングル）。
- 1999は、9が三つ並ぶ数であることから終末を連想させる数とされる。（ノストラダムスの大予言を参照）
  - 「一九九九年の七ヵ月　天から驚くほど強い恐ろしい王がやってきて　アンゴルモアの大王をよみがえらせ　その前後火星はほどよく統治するだろう」(ノストラダムス大予言　原典　諸世紀　第10章72　たま出版　大乗和子訳)